# Barcita muscosa
Barcita muscosa är en fjärilsart som beskrevs av Heinrich Benno Möschler. Barcita muscosa ingår i släktet Barcita och familjen nattflyn. Inga underarter finns listade i Catalogue of Life.